# کورات ریتیل
کورات ریتیل (انگلیسی: Qurate Retail) شرکت هلدینگ آمریکایی است، که در سال ۱۹۹۸ تأسیس شد.